# George Gebhardt
George Gebhart (Basilea, Suiza, 1879 – Edensdale, Nueva York, 2 de mayo de 1919) fue un actor estadounidense de origen suizo de la época del cine mudo. Murió de tuberculosis.

## Filmografía seleccionada
- Balked at the Altar (1908)
- After Many Years (1908)
- Romance of a Jewess (1908)
- The Taming of the Shrew (1908)
- Money Mad (1908)
- Those Awful Hats (1909)
- The Curtain Pole (1909)
- The Golden Louis (1909)
- At the Altar (1909)
- The Secret of the Submarine (1915)
- Hands Up! (1918)